# Brabrand Idrætsforening
Il Brabrand Idrætsforening, meglio noto come Brabrand IF, è una è società polisportiva danese con sede a Brabrand, parte della municipalità di Aarhus. Comprende una sezione di pallamano, badminton, nuoto, tennis e di calcio che è la sezione più nota, la quale milita nella 2. Division, la seconda serie del campionato danese di calcio.

## Palmarès

### Competizioni nazionali
- 2. Division: 1

2016-2017

## Organico

### Rosa 2017-2018
| N. |                      | Ruolo | Calciatore            |
| -- | -------------------- | ----- | --------------------- |
| 1  | Danimarca (bandiera) | P     | Marc Jepsen           |
| 2  | Danimarca (bandiera) | D     | Søren Bojsen          |
| 3  | Danimarca (bandiera) | D     | Lukas Enevoldsen      |
| 4  | Danimarca (bandiera) | D     | Daniel Lundholm       |
| 6  | Danimarca (bandiera) | D     | Rasmus Ingemann       |
| 7  | Danimarca (bandiera) | C     | Jakob Vase            |
| 8  | Danimarca (bandiera) | C     | Mikkel Buur           |
| 9  | Danimarca (bandiera) | C     | Gökhan Tokay          |
| 10 | Danimarca (bandiera) | C     | Mike Kaljo            |
| 11 | Danimarca (bandiera) | A     | Nichlas Tunna Knudsen |
| 12 | Danimarca (bandiera) | D     | Michael Pedersen      |
| 13 | Danimarca (bandiera) | C     | Lars Lauritsen        |
| 14 | Danimarca (bandiera) | C     | Simon Riis            |

| N. |                                 | Ruolo | Calciatore              |
| -- | ------------------------------- | ----- | ----------------------- |
| 15 | Danimarca (bandiera)            | A     | Ruben Nygaard           |
| 16 | Danimarca (bandiera)            | C     | Henrik Borup            |
| 17 | Danimarca (bandiera)            | A     | Morten Gerster Peipinen |
| 18 | Danimarca (bandiera)            | C     | Orhun Öztürk            |
| 19 | Danimarca (bandiera)            | D     | Jacob Linnet            |
| 20 | Danimarca (bandiera)            | D     | Mads Rosenberg          |
| 21 | Bosnia ed Erzegovina (bandiera) | A     | Kenan Hajdarević        |
| 22 | Danimarca (bandiera)            | C     | Arfan Habibi            |
| 23 | Danimarca (bandiera)            | A     | Marcin Kresa            |
| 24 | Danimarca (bandiera)            | D     | Patrick Borup           |
| 25 | Danimarca (bandiera)            | P     | Rasmus Henningsen       |
| 30 | Danimarca (bandiera)            | P     | Mathias Rosenørn        |
| 32 | Danimarca (bandiera)            | C     | Christopher Geertsen    |